# Španělská krajka

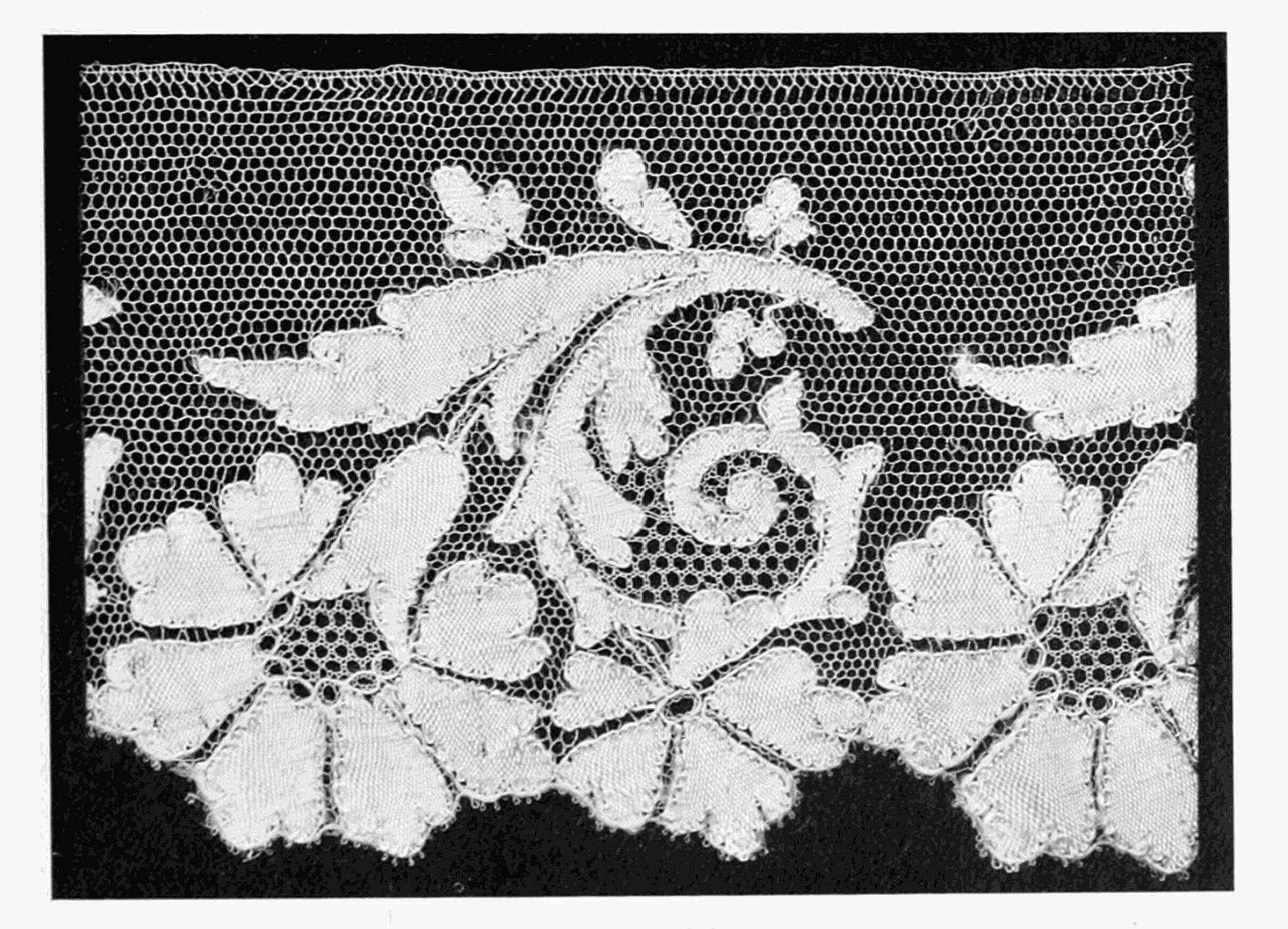
Původní španělská krajka

Španělská krajka je označení používané pro řadu druhů vyráběných ve Španělsku, resp. pro imitace (někdy jen domněle) španělských krajek.

## Z historie

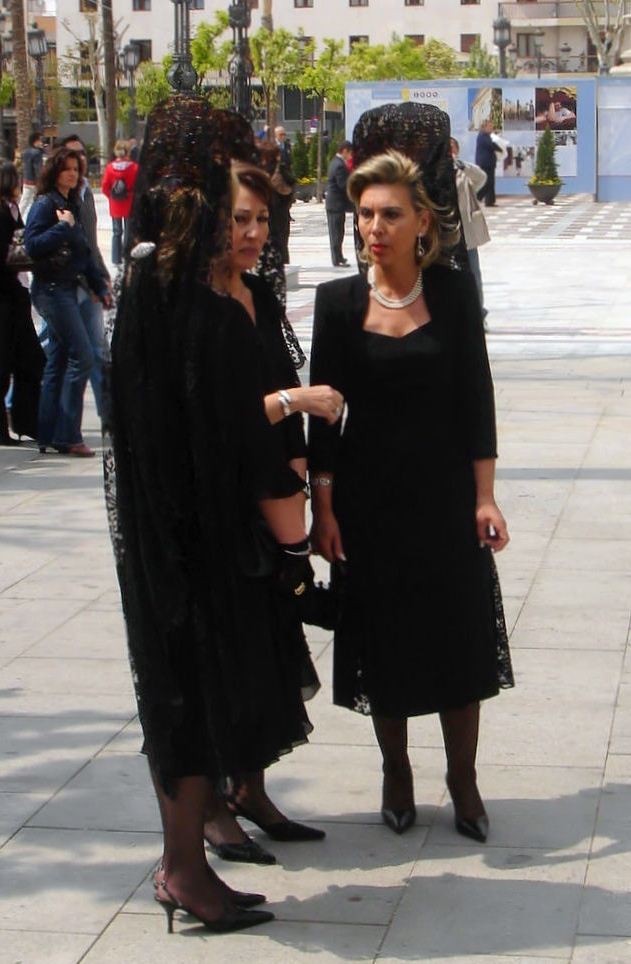
(Sevillské ženy nosí mantilu v Pašijovém týdnu i na začátku 21. století)

První písemné údaje u výrobě krajky ve Španělsku pocházejí z poloviny 16. století. Na vzhled a způsob zhotovení působil italský a také arabský vliv. V 17. století bylo známé, že se výrobou zabývá až 12 000 krajkářek, hlavně v klášterech. Vedle liturgických rouch bylo použití krajky brzy běžné také v širokých vrstvách obyvatel (např. závoj mantila). Výrobky se vyvážely od 18. století také do španělských kolonií v Americe. Koncem 19. století se jako zaměstnání uvádělo u 34 000 krajkářek .

## Hlavní druhy
Podle způsobu zhotovení se často rozeznávají 4 druhy:
- Šitá krajka – pocházející ze španělských klášterů zhotovená patrně podle flámských vzorů
- Tažená a stříhaná krajka – zhotovená ve španělských klášterech, obvykle s motivy ohraničujícími jednoduché snítky nebo květiny
- Krajka z černého hedvábí s velkými květinovými vzory
- Šitá krajka – s velkými čtvercovými vzory

Z názvů jsou nejznámější: Point d'Espagne, Blondes a Rose point.
Nejstarší varianta, Point d'Espagne, byla známá už v polovině 15. století. Sestává ze zlatých a stříbrných nití, na kterých je vyšívaný vzor z barevného hedvábí.
Blondes má vzory z tlusté niti na lehké tylové půdici.
Rose point je šitá krajka velmi podobná benátské
Krajka se zcela jistým španělským původem je hrubý paličkovaný guipure z bílé, zlaté nebo stříbrné příze. Paličkuje se z kordonetových nití ve třech jemnostech: Uprostřed je nejhrubší nit překřížena jemnou nití a sloupce z třetího druhu příze spojují jednotlivé části a dávají tak tvar celkovému vzoru.